# Nemaschema parteflavoantennatum
Nemaschema parteflavoantennatum är en skalbaggsart som beskrevs av Stefan von Breuning 1969. Nemaschema parteflavoantennatum ingår i släktet Nemaschema och familjen långhorningar. Inga underarter finns listade i Catalogue of Life.